# Villa Colani

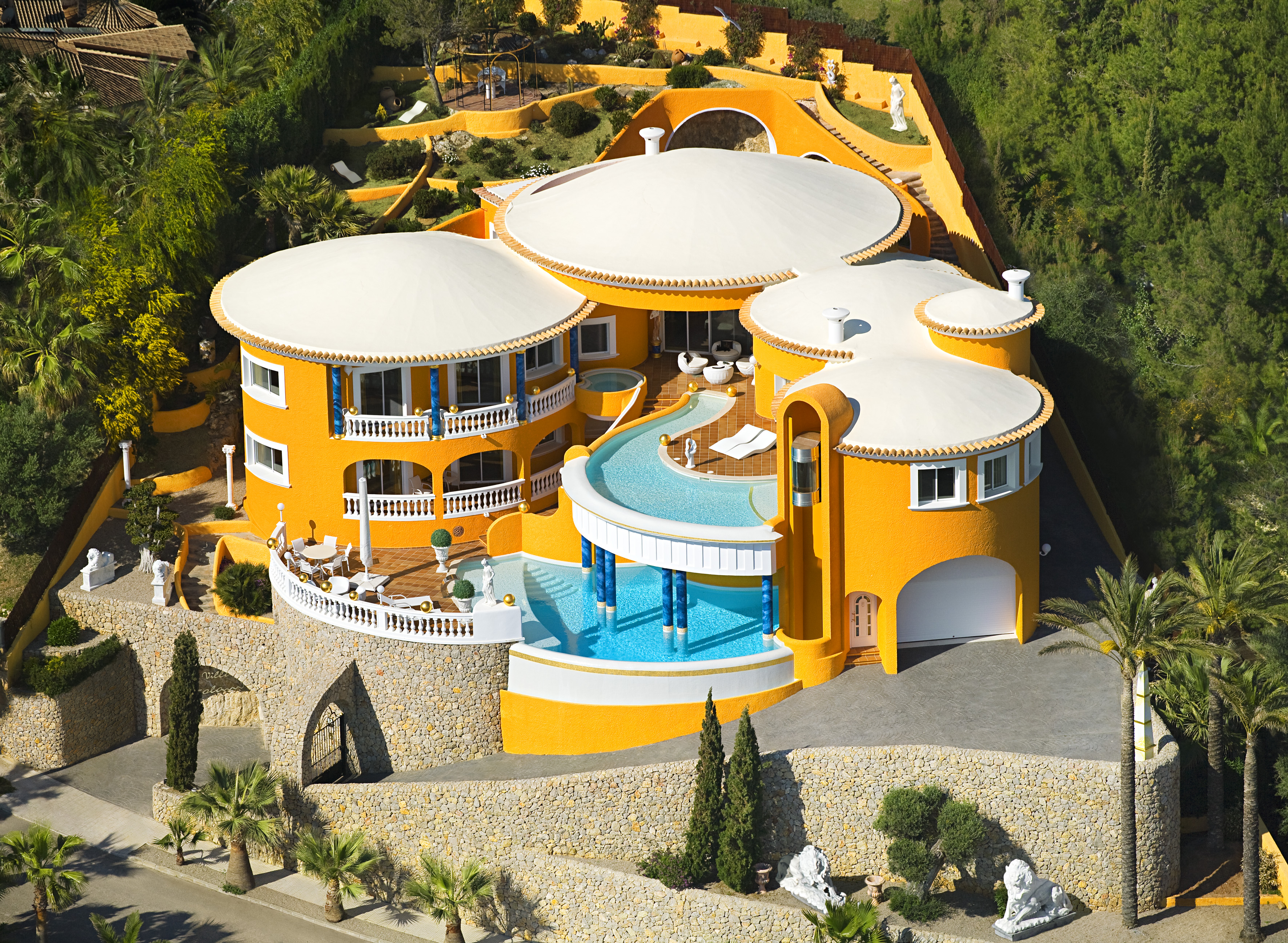
Villa Colani (Gesamtansicht)

Die Villa Colani ist eine von dem Designer Luigi Colani entworfene Villa in Santa Ponsa, auf der spanischen Insel Mallorca. Sie wurde von 1994 bis 2019 von Karl-Heinz Richard Fürst von Sayn-Wittgenstein und dessen damaliger Ehefrau Andrea bewohnt. Im Rahmen der Medienpräsenz der Sayn-Wittgensteins war die Villa häufig in verschiedenen Fernsehformaten zu sehen. Aktuell (Stand 2020) steht das Anwesen zum Verkauf.

## Beschreibung
Die Villa Colani ist weltweit das einzige Bauwerk, welches den Namen des verstorbenen Designers Luigi Colani trägt. Das Anwesen hat eine Wohnfläche von rund 1000 m². Es gibt fünf Schlafzimmer, fünf Bäder mit Jacuzzi und Ankleidezimmern, einen Panikraum, Wirtschaftsräume, eine Garage für sieben Fahrzeuge sowie zwei Pools auf zwei Etagen. Große Teile der Innenräume, wie auch im Pool, sind mit massivem Gold verziert. Der Wert der Villa wird gemäß aktuellen Schätzungen auf 25 bis 28 Millionen Euro geschätzt.
Im Jahr 2013 wurde das Anwesen vom Forbes-Magazin zur schönsten Villa Spaniens gekürt.